# Stadtpark (Biel)

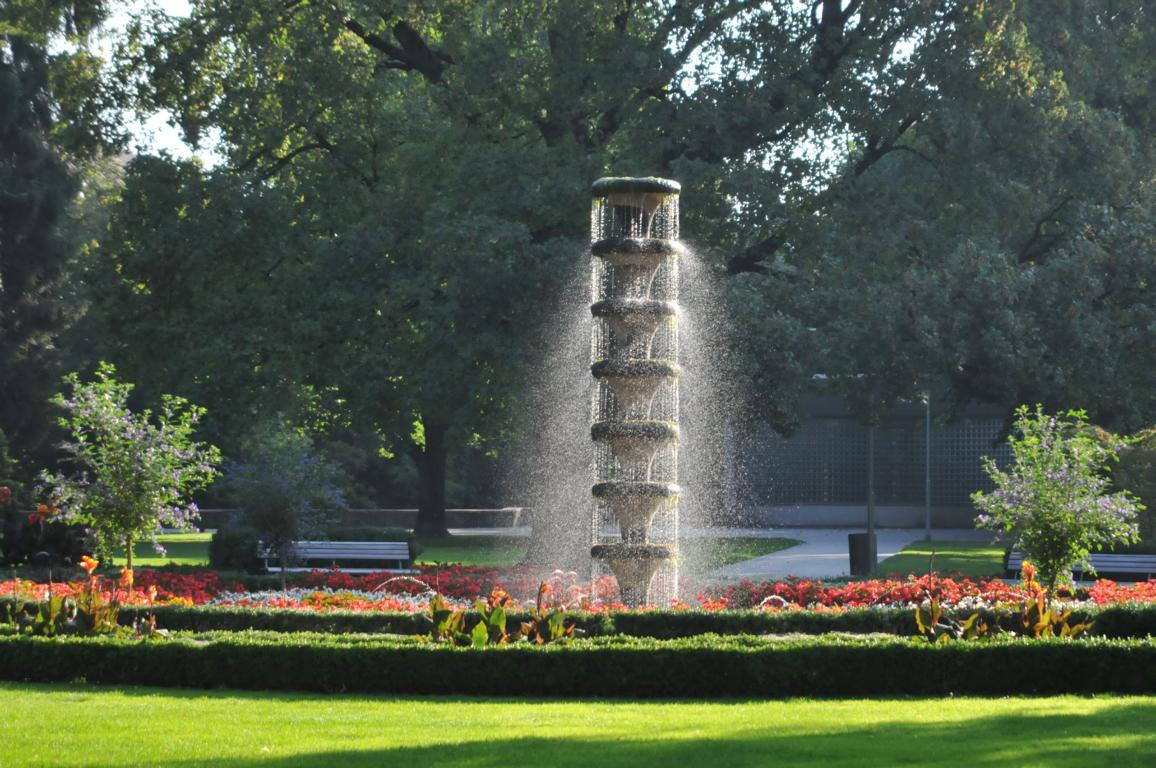
Brunnen Stadtpark (2011)

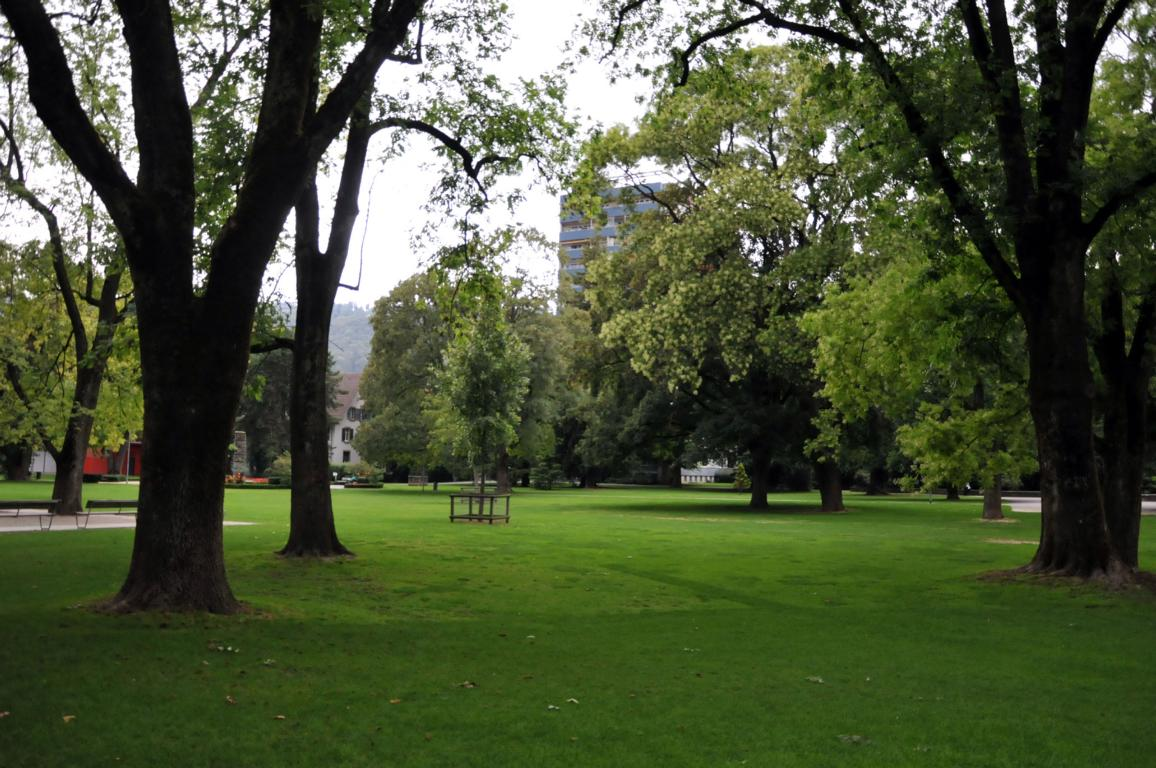
Stadtpark (2011)

Der Stadtpark, Bubenberg-Strasse, in Biel im Kanton Bern in der Schweiz wurde ab 1924 auf dem Grundstück des ehemaligen Friedhof Tanzmatten (1871–1904) eingerichtet und in mehreren Schritten erweitert. Unter der Adresse Bubenberg-Strasse 51 findet man das ehemalige Pförtnerhaus mit Nebengebäuden. Der Park und das Pförtnerhaus wurden 2003 rechtswirksam im Bauinventar des Kantons Bern als «schützenswert» verzeichnet. Das Hochhaus im Stadtpark, General-Dufour-Strasse 68, war das erste Hochhaus in Biel. Im Bauinventar ist es als «erhaltenswert» eingestuft.

## Lage
Das Parkgrundstück erstreckt sich von der Bubenberg-Strasse im Westen und dem Oberen Quai im Süden bis zur Gabelung der Bieler Schüss und des Schüsskanals an der Schleuse. Im Norden liegt das Hochhaus am Stadtpark. Im Westen an der Bubenberg-Strasse befinden sich das ehemalige Pförtnerhaus sowie Nebengebäude. Vom Platz vor dem Pförtnerhaus in Verlängerung der Logengasse führen zwei Wege auf den inmitten des Parks liegenden Brunnen und den Musikpavillon zu.

## Geschichte
Im Jahr 1871 wurde der Friedhof Tanzmatten auf dem Grundstück nahe der Schleuse der Schüss eröffnet. Das Friedhofsgebäude mit einem grossen Vorplatz wurde 1877/78 erbaut. Schon 1903 waren die Grabstellen weitgehend belegt, und die Bestattungen fanden in Madretsch statt. Nach der schrittweisen Räumung der Gräber entstand eine Erholungsfläche, die 1924 offiziell zu einem Park erklärt wurde. Heimische Baumarten wie Rotbuche, Stieleiche, Nussbaum und Teelinde stehen bereits seit den Zeiten des Friedhofs auf der Parkparzelle. Anfang des 20. Jahrhunderts wurden exotische Baumarten ergänzt.
1932 plante die Stadt die Umgestaltung eines Parkabschnitts zu einem Sportplatz mit Garderoben für die Schule in der Logengasse. Dazu sollten alte Bäume weichen. Nach der Veröffentlichung eines Protestschreibens der Anwohnerin Emma Struchen in verschiedenen Tageszeitungen wurde diese Entscheidung zurückgenommen.
Aus der ehemaligen Friedhofsnutzung wurden anfangs Teile des Wegesystems übernommen und später nacheinander verändert. Im Rahmen eines Arbeitsbeschaffungsprogramms in den Jahren 1933 bis 1936 wurde in einem mittleren Teilstück des Parks eine symmetrische Anlage geschaffen, die von dem neuen Haupteingang in der Verlängerung der Logengasse ausging. Fritz Meier-Kuenzi gestaltete den bemerkenswerten Brunnen aus kaskadenartig gestaffelten Trichtern in der Achse des Haupteingangs. In der weiteren Verlängerung der Achse schuf Walter Sommer den Musikpavillon, ein Bauwerk der Bieler Moderne. Im Norden des Pavillons wurde die Biel-Schüss mit Stützmauern gefasst und ein flacher Entenweiher geschaffen.
In den Jahren 1958/59 erfolgte eine Parkerweiterung in nördlicher Richtung. Zur gleichen Zeit entstand das Hochhaus am Stadtpark, dessen Freiraumgestaltung sich mit dem Stadtpark verband. Im südlichen Park entstanden 1966 bis 1968 Wasserbecken in einem Wegesystem nach dem Konzept des Stadtgärtners und Landschaftsarchitekten Alfred Kiener. Der Brunnen, ein Wasserbecken, Spielgeräte und Sitzgelegenheiten aus Beton verteilen sich an den Wegen entlang des Oberen Quais.
Der Bau eines Regenklärbeckens bot ab dem Jahr 2000 den Anlass für eine umfassende Parksanierung. Die ergänzte Bepflanzung orientiert sich dabei an der Anfangszeit des Parks, wurde aber um exotische Arten wie die chilenische Andentanne, den chinesischen Taubenbaum, den Maulbeerbaum und den Mammutbaum erweitert. Seit 2007 gibt es eine begrünte Pergola entlang der Mauer an der Bubenberg-Strasse. Bei der Strauchvegetation wurde auf Sinneswahrnehmungen Wert gelegt. Neben den Pflanzenformen unterscheiden sich das Geissblatt, die Winterblüte, die Pimpernuss und Gewürzsträucher auch durch den Geruch.
Der Verein «Schronk!» errichtete am 9. September 2020 seine dritte offene Bücherei im Park.

## Pförtnerhaus und Nebengebäude

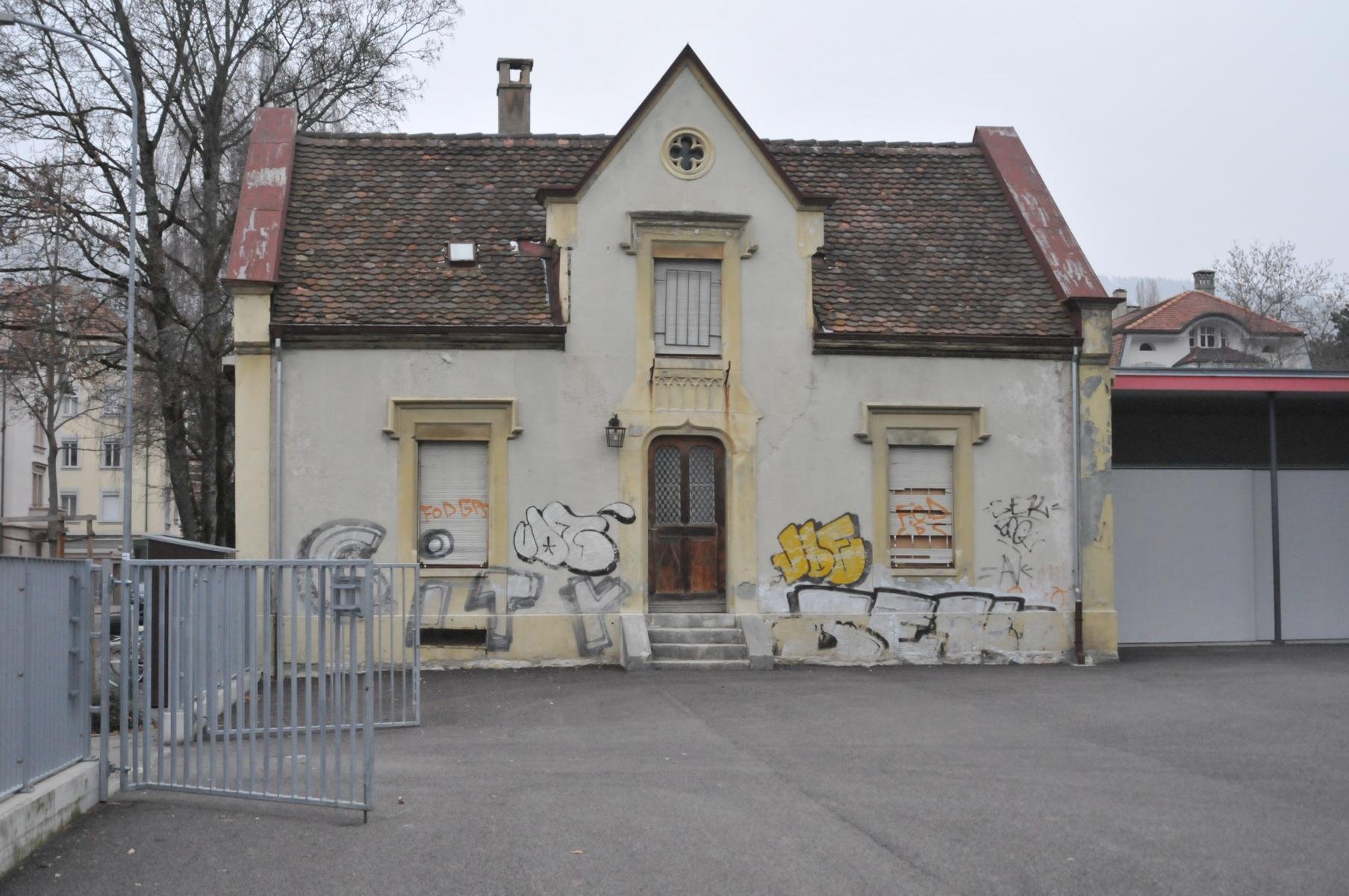
Pförtnerhaus (2011)

Das neugotische Wohnhaus an der Bubenberg-Strasse 51 wurde 1878 als Gärtnerhaus errichtet. Der Kleinbau besitzt ein Satteldach mit Quergiebel. Die Baudetails wie die Türrahmung, die Fensterbrüstungen und Verdachungen sind qualitätsvoll gestaltet. Das Giebelfenster mit Vierpass und das Türgitter aus Gusseisen werden von der Denkmalpflege hervorgehoben. Das ehemalige Pförtnerhaus prägt den Haupteingang zum Park und wurde 2003 rechtswirksam als «schützenswert» in das Bauinventar des Kantons Bern aufgenommen.
Im August 2020 veröffentlichte die Stadt Biel eine Ausschreibung für eine Sommergastronomie im Pförtnerhaus. Bewusst wurde ein Betreiber vor der Instandsetzung des Hauses gesucht. So sollen Wünsche für ein zukünftiges Konzept berücksichtigt werden können. Gewählt wurde die Institution für Senioren Residenz Au Lac zusammen mit dem Jugendkulturhaus X-Project mit der Idee, einen Begegnungsort für Jung und Alt zu schaffen. Von April bis Dezember 2024 wurde das Pförtnerhaus im Stadtpark umfassend saniert. Aus dem denkmalgeschützten Gebäude wurde die Buvette «Le p'tit Schluck», die im April 2025 eröffnete.
Zum Pförtnerhaus gehörten bauzeitlich eine offene Säulenlaube und eine sogenannte «Totenkammer». Diese wurden in den 1950er Jahren zurückgebaut und durch eine öffentliche Toilette, eine Transformatorenstation und ein Feuerwehrdepot ersetzt. Auch diese Nebengebäude mussten nach einigen Jahren weichen. Eine neue WC-Anlage sowie Lagerräume für die Parkbewirtschaftung wurden gemeinsam mit dem bestehenden Transformator 2006 unter einer neuen Fassade zusammengefasst. Die Gestaltung dieser neuen Säulenhalle bezieht sich als Neuinterpretation auf die erste Laube mit der früheren Leichenkammer.

## Musikpavillon
An der Schüss gelegen und mit einem rechteckigen Platz als Publikumsbereich bildet der Musikpavillon den Abschluss der Mittelachse im Park. 2006 wurde der 1936 geschaffene Pavillon der Bieler Moderne saniert.

## Hochhaus am Stadtpark

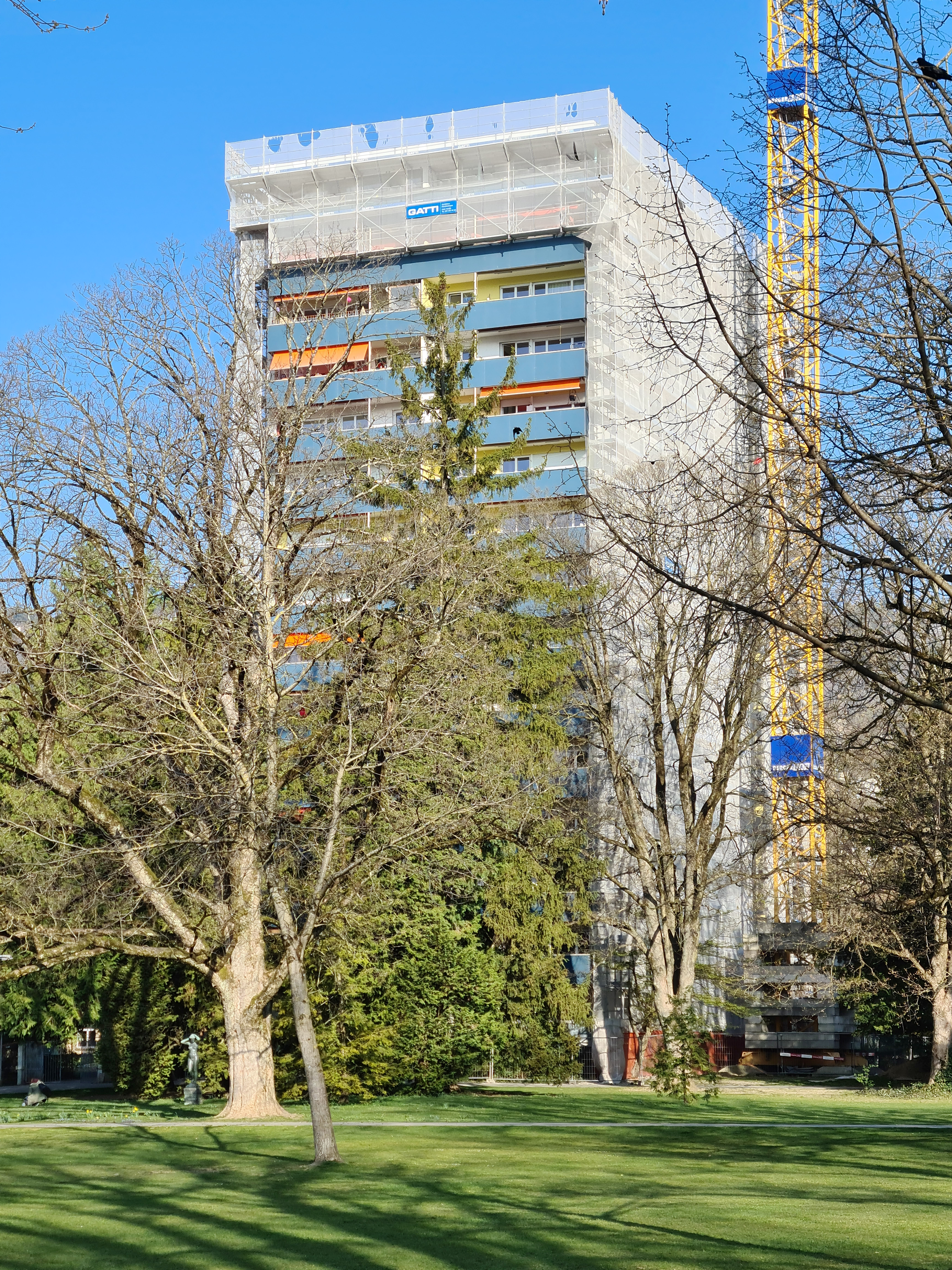
Hochhaus, General-Dufour-Strasse 68, während der Sanierung

Da der Stadtpark aus einem Friedhof entstand, lag er etwas abgelegen von der Stadt. In den 1950er Jahren ergab sich die Chance zur Anbindung der Erholungsfläche an die General-Dufour-Strasse. Das damals geltende Baurecht entlang der Dufour-Strasse hätte den Park abgeschnitten. Stattdessen schlug das Hochbauamt dem Bauherrn eine Hochhausbebauung vor. Gewonnen wurde damit ein neuer, breiter Zugang zum Park und eine Landmarke. Das Haus war das erste Hochhaus in Biel.
Die Tiefgarage wird vom Tanzmattenweg, einer Nebenstrasse, erschlossen. Die Trapezform der Grundrisse ergab sich aus den Verhandlungen mit den Nachbarn zu den Einwirkungen auf deren Grundstücke. Als Kontrast zum Hochhaus wurde neben dem Gebäude und über der Tiefgarageneinfahrt in Verlängerung der Logengasse ein schlankes Vordach angeordnet. Die Fassade wurde bauzeitlich aus Sichtbetonscheiben und horizontalen Fensterbändern über Brüstungsbändern entwickelt. Farbige Sonnenschutzmarkisen gliedern die Fassade in ausgefahrenem Zustand mit ihrem Licht- und Schattenspiel. Im Erdgeschoss wurde die Fassade nach innen verschoben, so dass eine überdeckte Freilufthalle entstand. Das obere Geschoss ist ein Staffelgeschoss mit Flachdächern. Dort gab es neben drei Wohnungen auch fünf Einzelzimmer, die nicht in eine Wohnung eingebunden waren. Die grosse Sonnenterrasse und die Duschen im Dach standen dem ganzen Haus zur Verfügung. Über dem Flachdach verläuft eine feine Betonrahmenkonstruktion.
Den Entwurf für das Haus mit 13 Normalgeschossen fertigten die Architekten Hans und Gret Reinhard, unter Mitarbeit von Walter Gräppi. Bei der Fertigstellung 1958 waren die Stahlbetonaussenwände innen mit einer nur 2 cm dicken Wärmedämmung und 5-cm-Gipsplatten isoliert. Die Holzfenster hatten damals schon eine Doppelverglasung. Alle Zimmer hatten Deckenheizungen, die Wohnungen über der Freilufthalle verfügten zusätzlich über Fussbodenheizung. Mechanische Abluftanlagen für die Bäder, Toiletten und Küchen sowie Abwurfschächte für Müll waren damals besonders erwähnenswert.
Inzwischen wurde die Sichtbetonfassade besser isoliert und mit farbigen Platten verkleidet. Die Bänder im Nordosten sind rot und auf der gegenüber liegenden Fassade blau. Zur Dufour-Strasse ist die Fassade überwiegend geschlossen. Im Bereich des Treppenhauses wurden stockwerkweise versetzte Fenster mit roten Brüstungen angeordnet. Die parkseitigen Balkonbrüstungen im Südosten sind blau mit orangen Sonnenschutzelementen.

## Kunstwerke und Stelen
In der Nähe des Hochhauses befindet sich die Skulptur Stehendes Mädchen von Max W. Pfänder. Sie wurde 1952 im Park aufgestellt. Die 150 cm hohe Bronzeskulptur Consolation (1954) von André Ramseyer steht seit 2009 in einem Wasserbecken an der Ostspitze des Parks. Im Jahr 2000 wurde eine Stele im Park errichtet. Hier handelt es sich um ein von Ana Pogacnik geschaffenes Werk der Geomantie. Das Relief stellt die Resonanz zur Ley-Linie Paris–Athen dar.

## Parkmöbel
Die Sitzmöbel im Park sind Schweizer Design-Klassiker. Es handelt sich um die «Landi Bank», entworfen von Alfred Altherr und Charles Hoch für die Schweizerische Landesausstellung 1939.

Gebäude
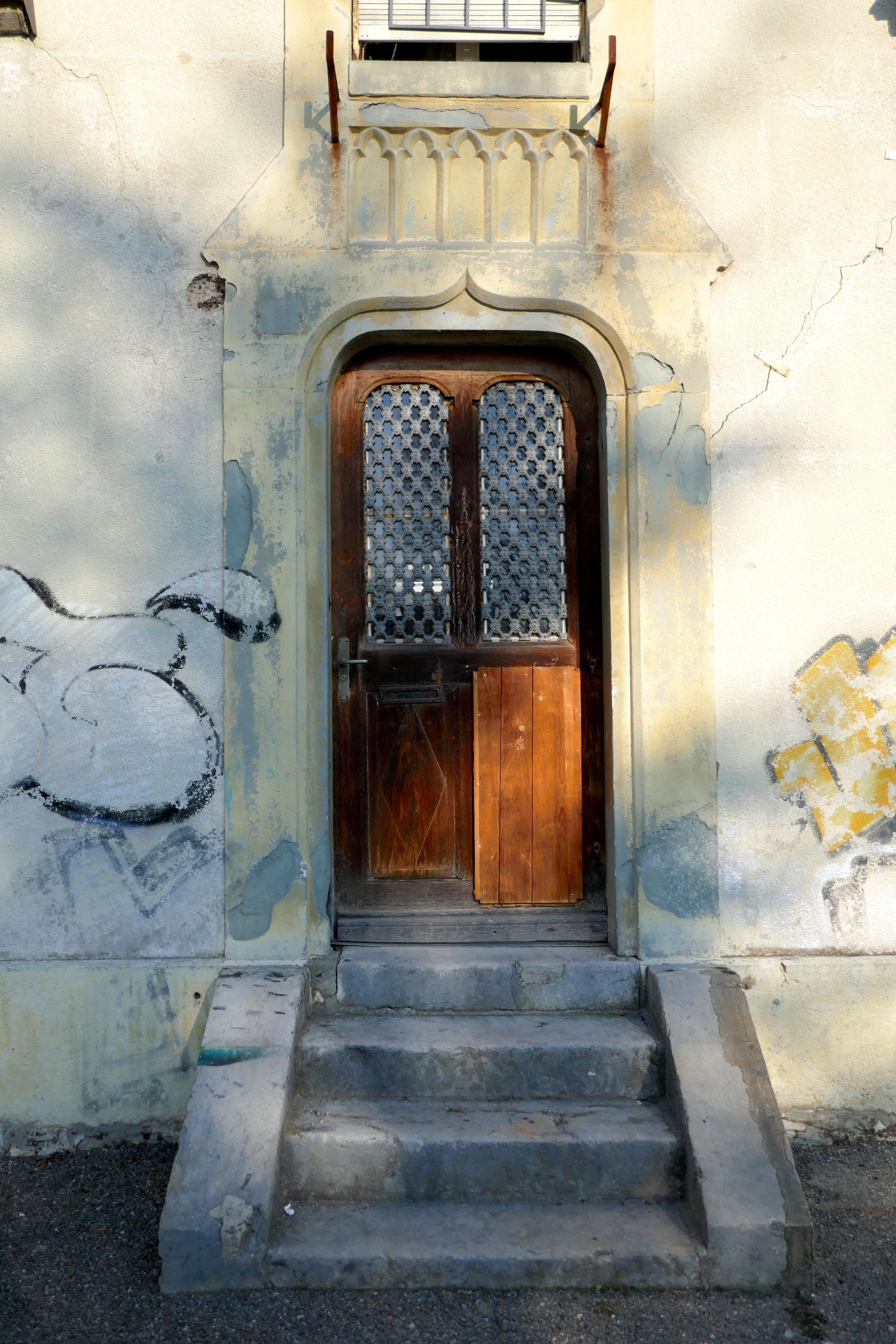
Haustür mit Türgitter (2022)
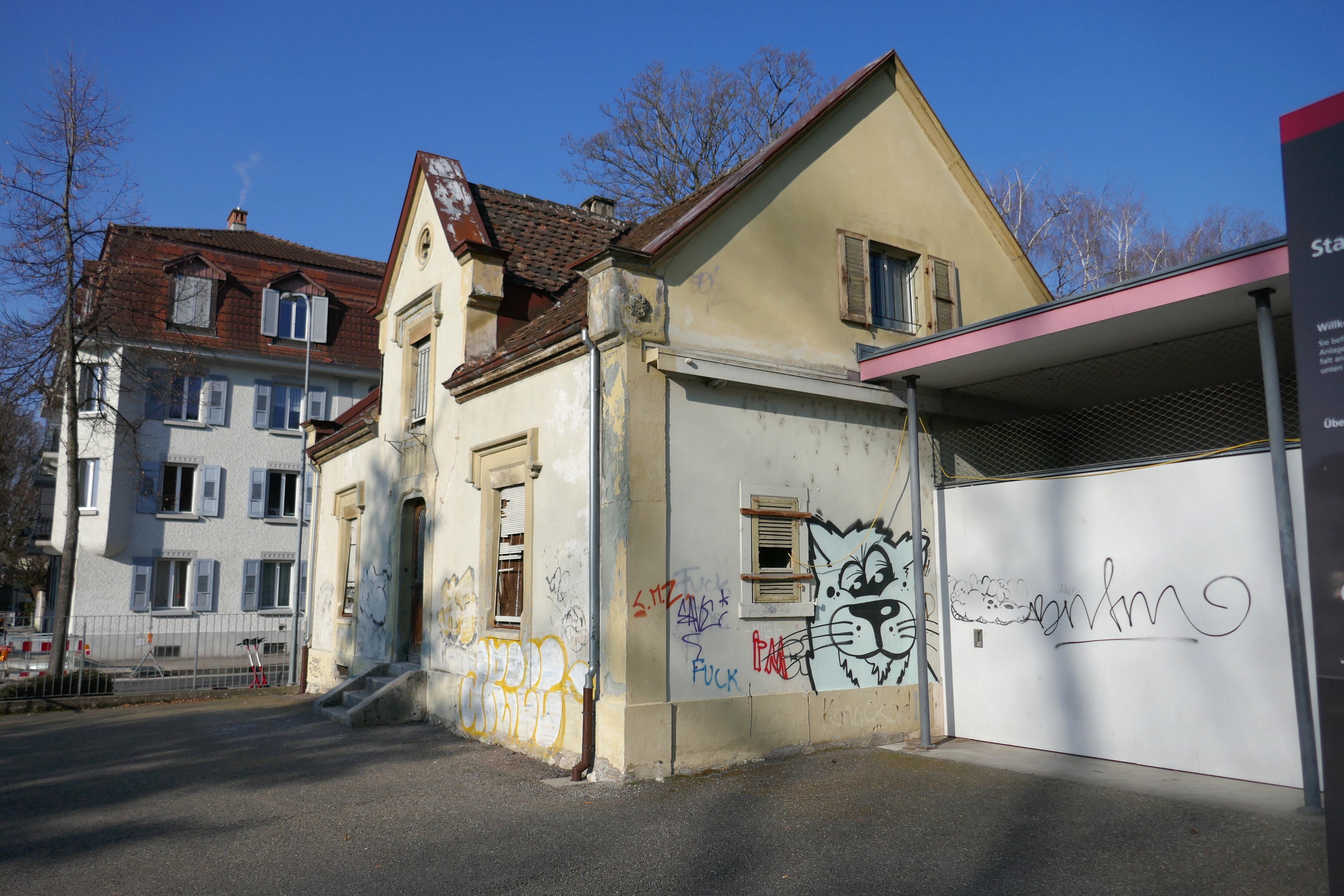
Pförtnerhaus und Laubengang (2020)
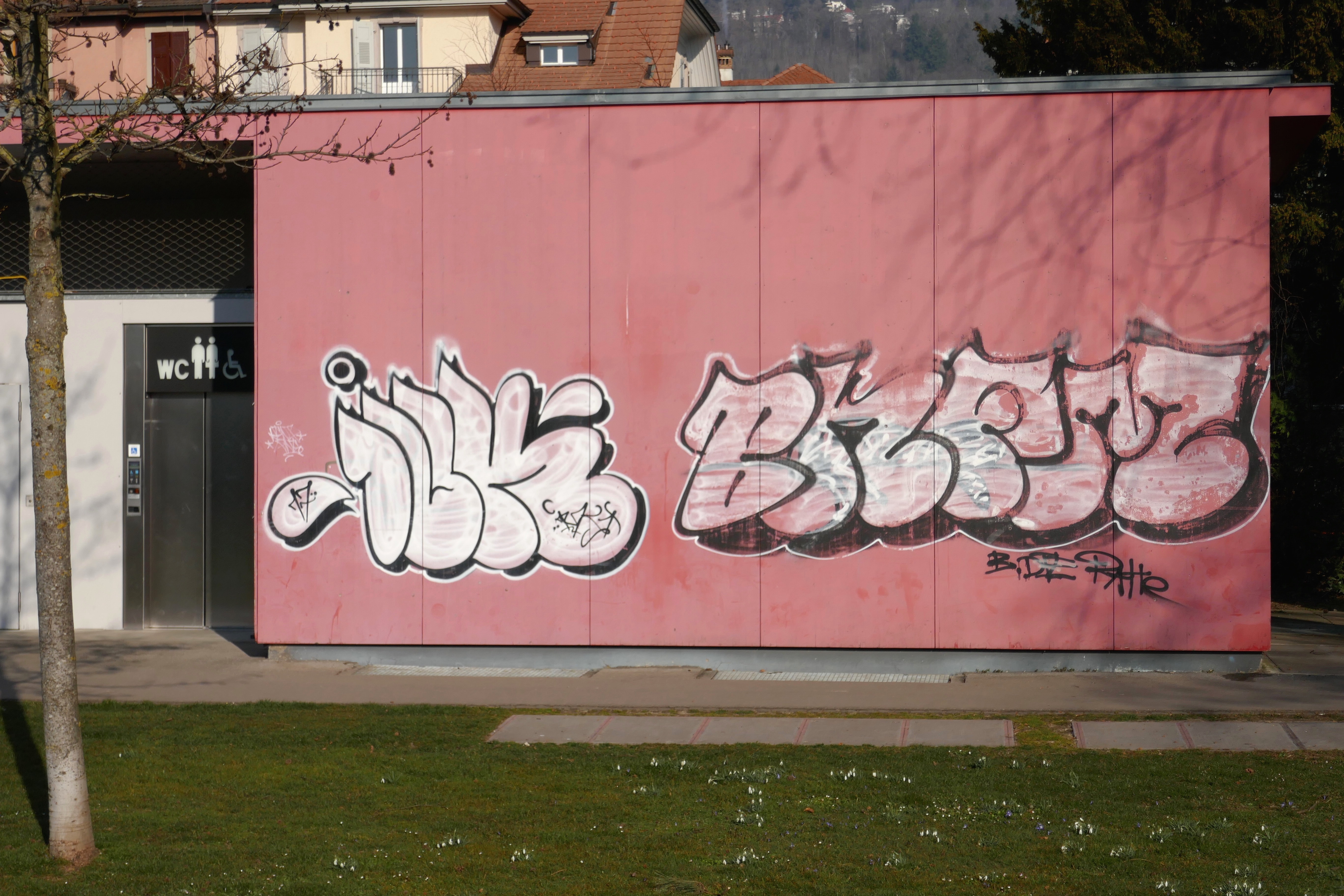
WC und Depot (2022)
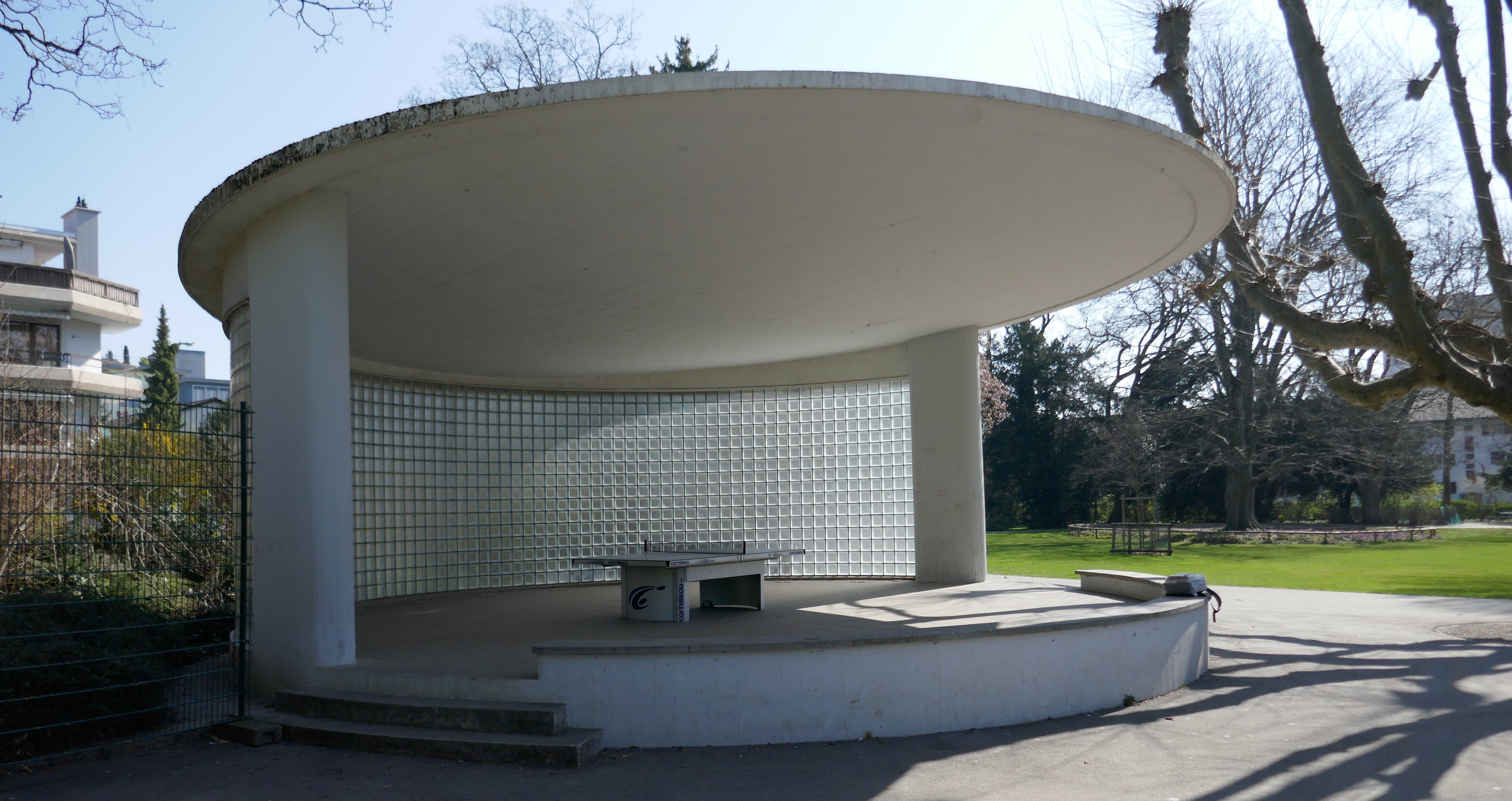
Musikpavillon (2022)
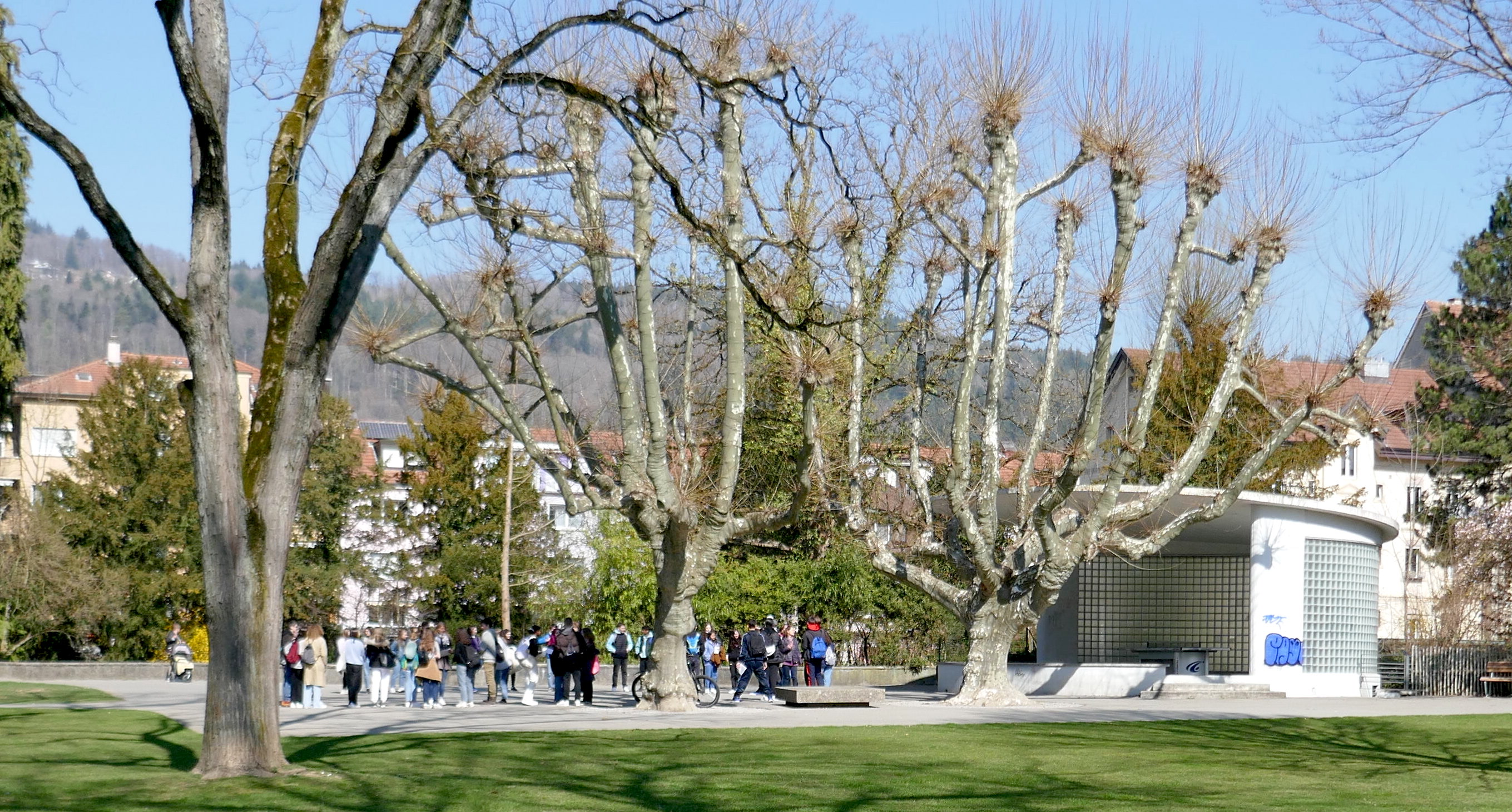
Musikpavillon und Freifläche (2022)

Gestaltungselemente
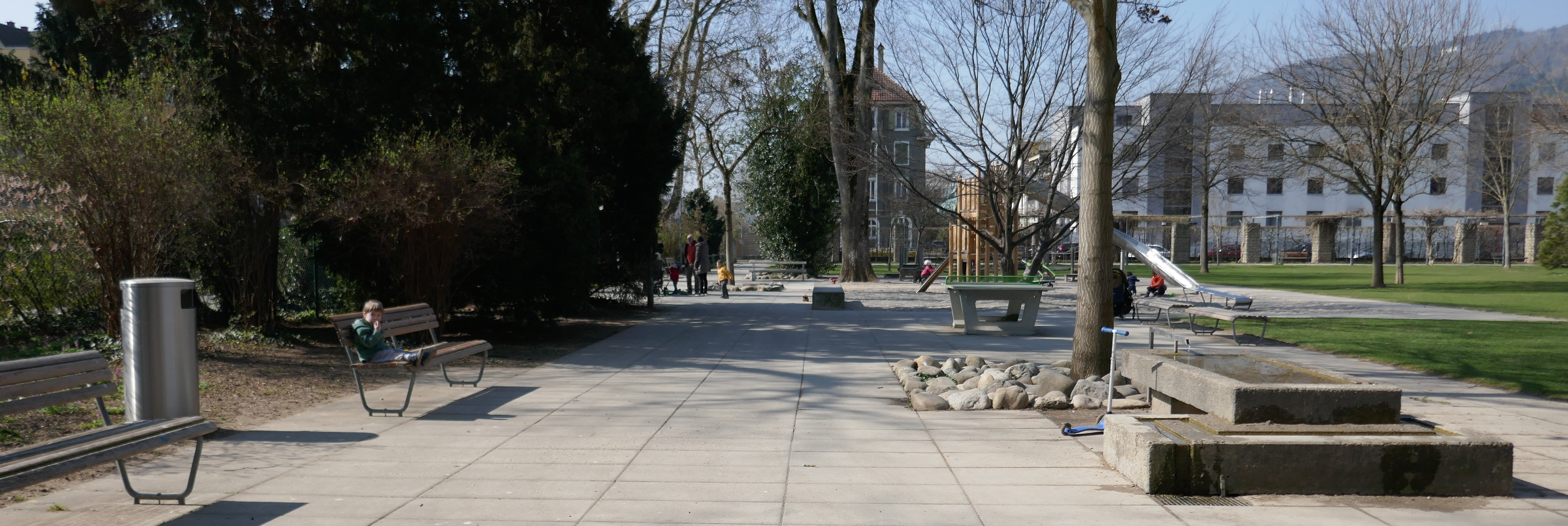
Spielplatz (2022)
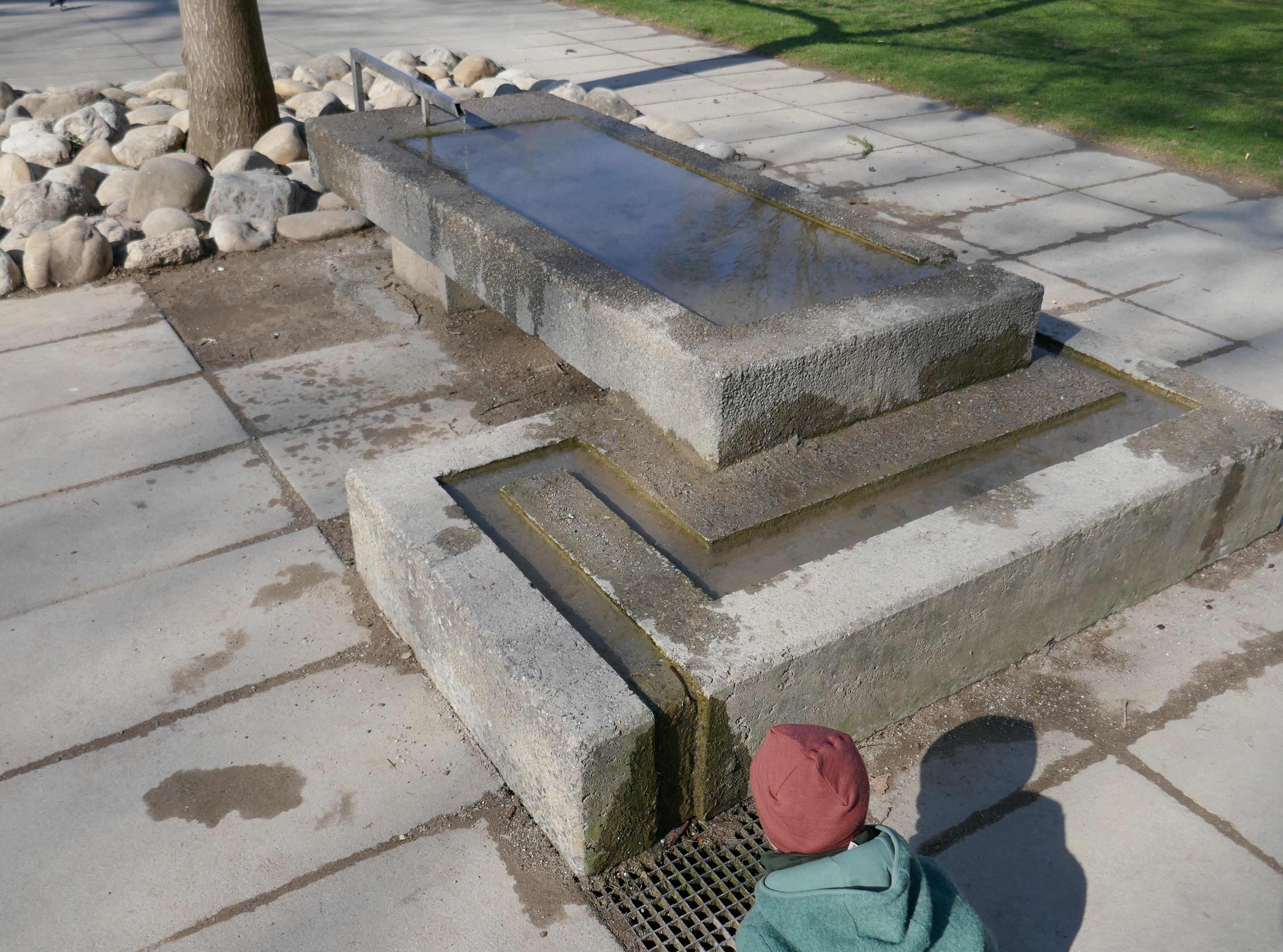
Spielbrunnen (2022)
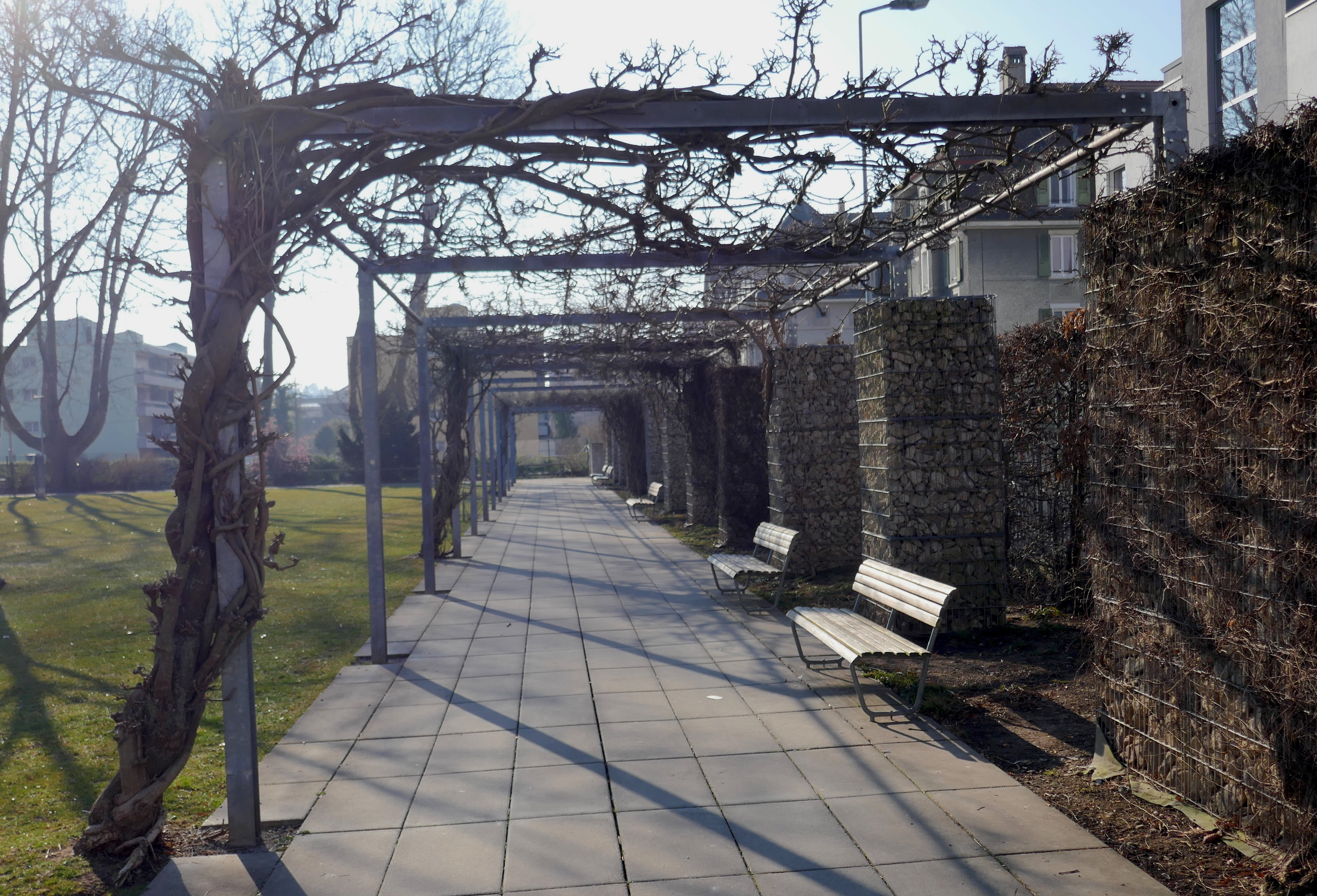
Pergola (2022)
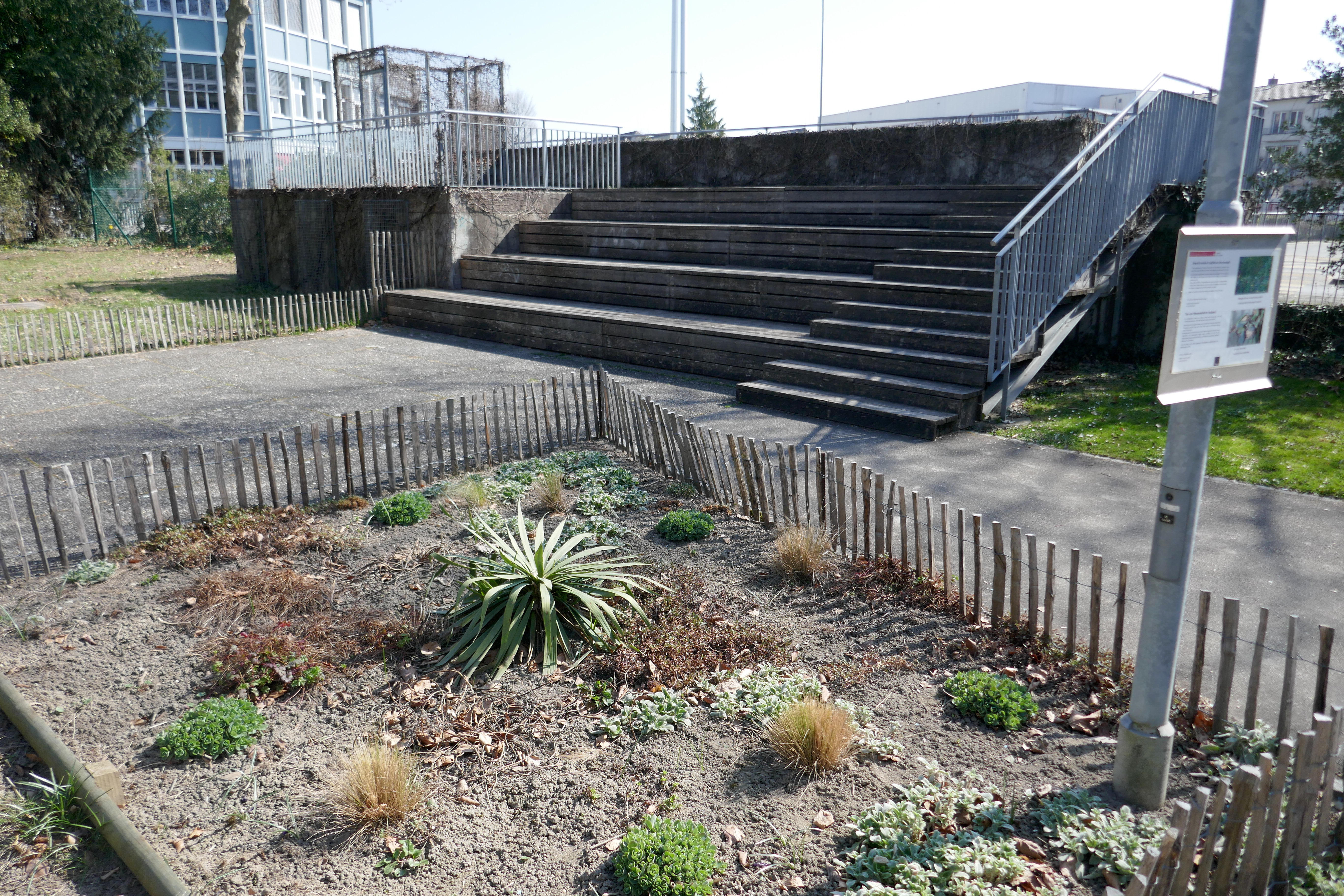
Sitzstufen Ost, Demonstrationsgarten
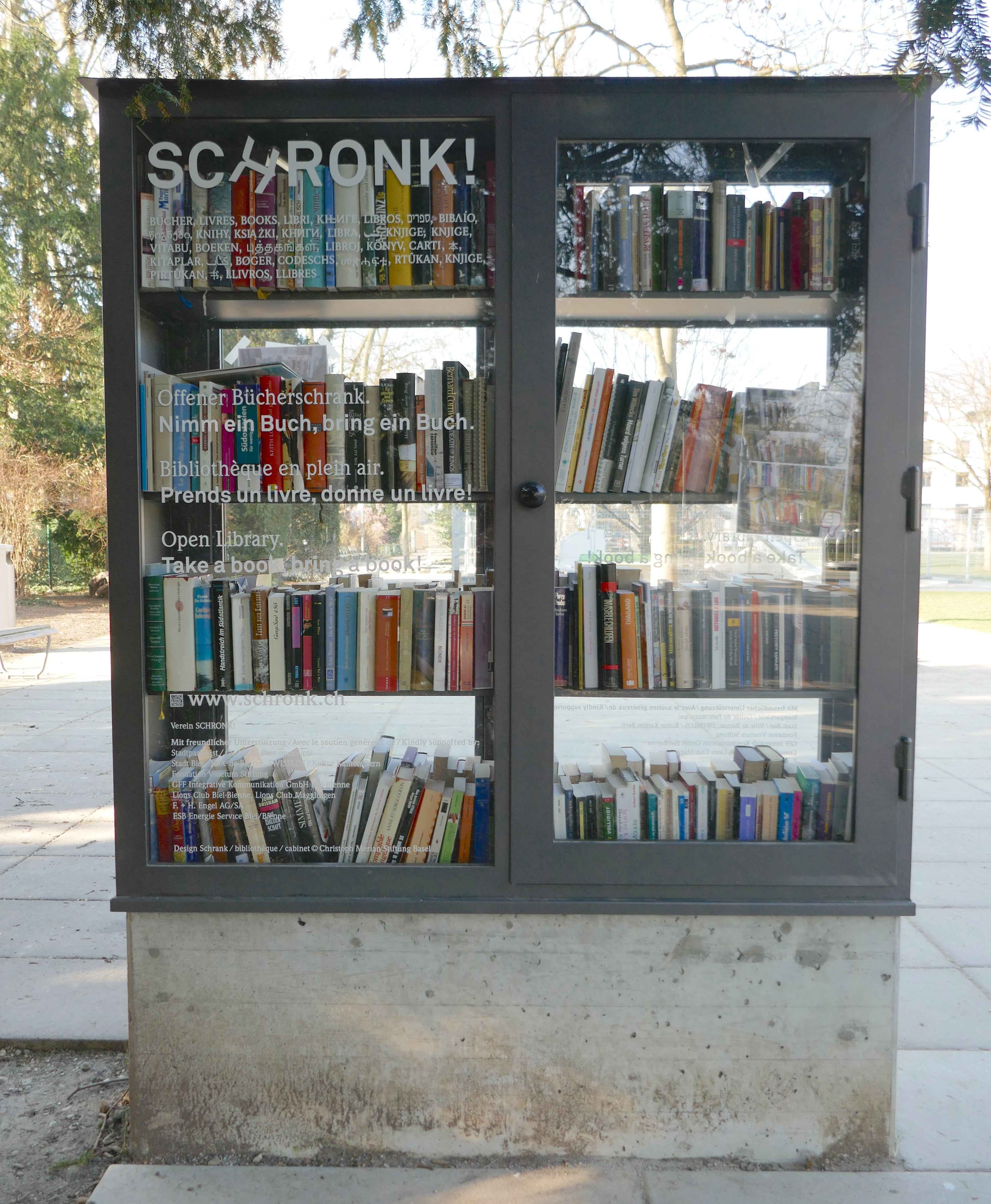
Offene Bücherei (2022)

Kunstwerke, Stelen und Design
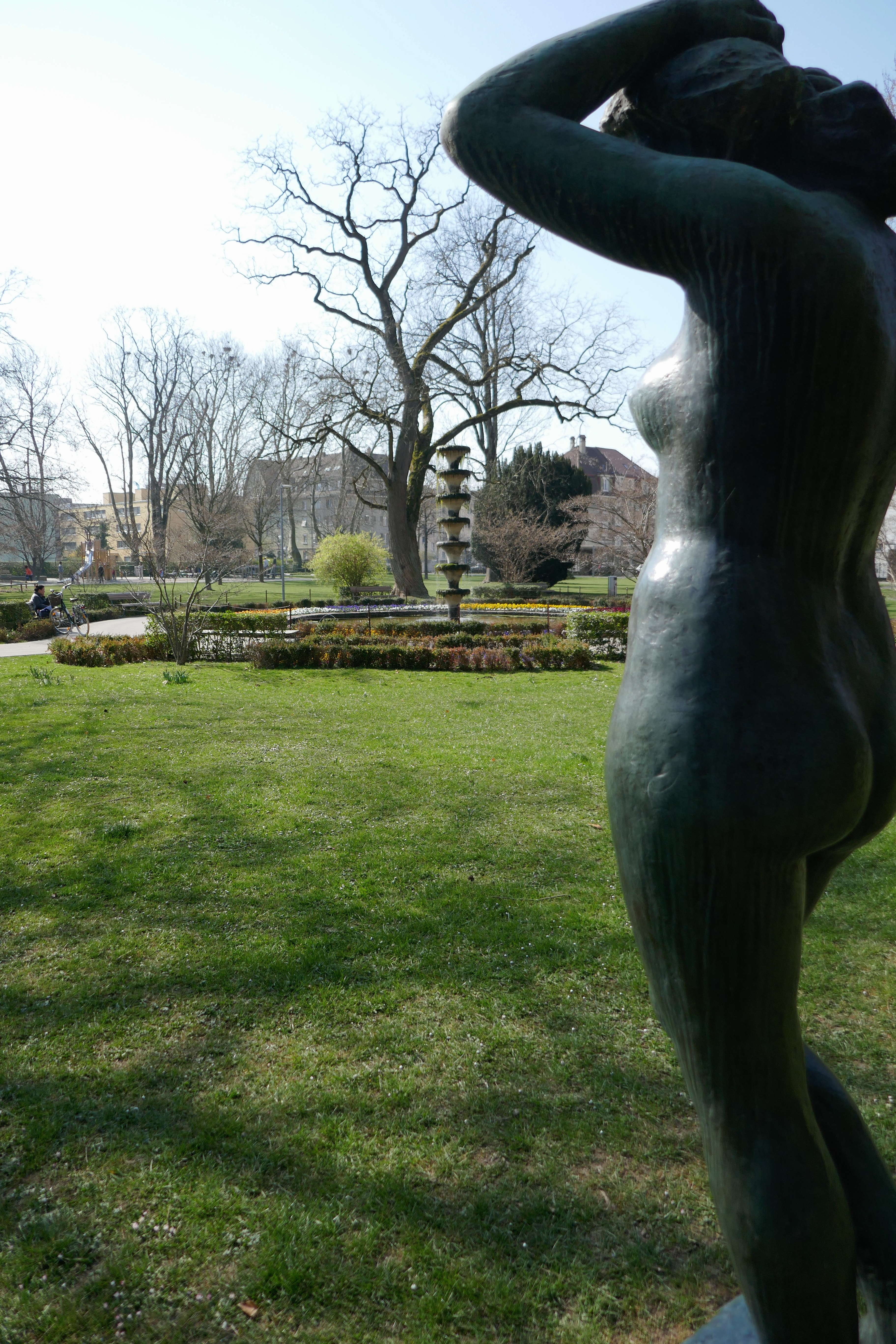
Stehendes Mädchen, Max W. Pfänder
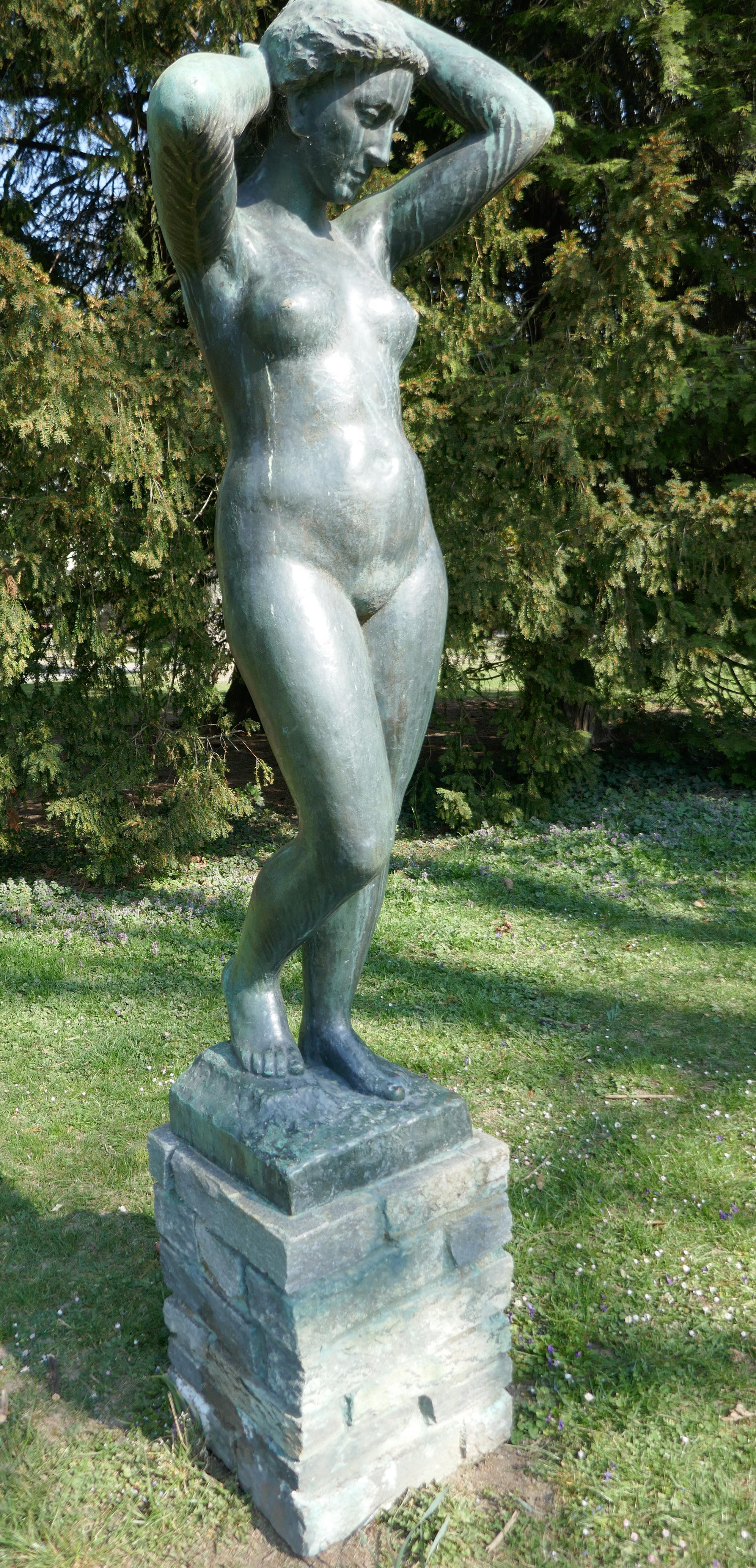
Stehendes Mädchen
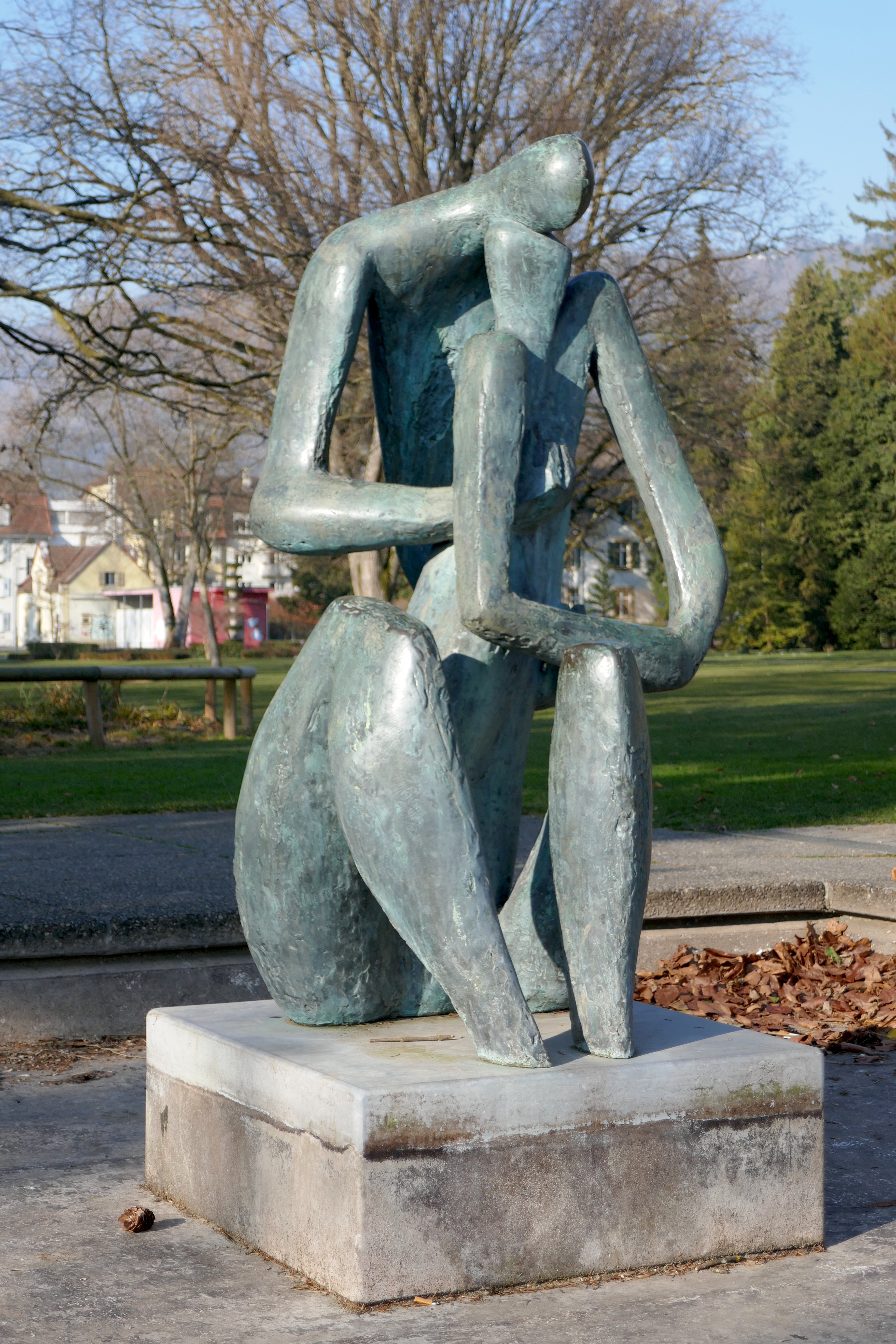
Consolation, André Ramseyer
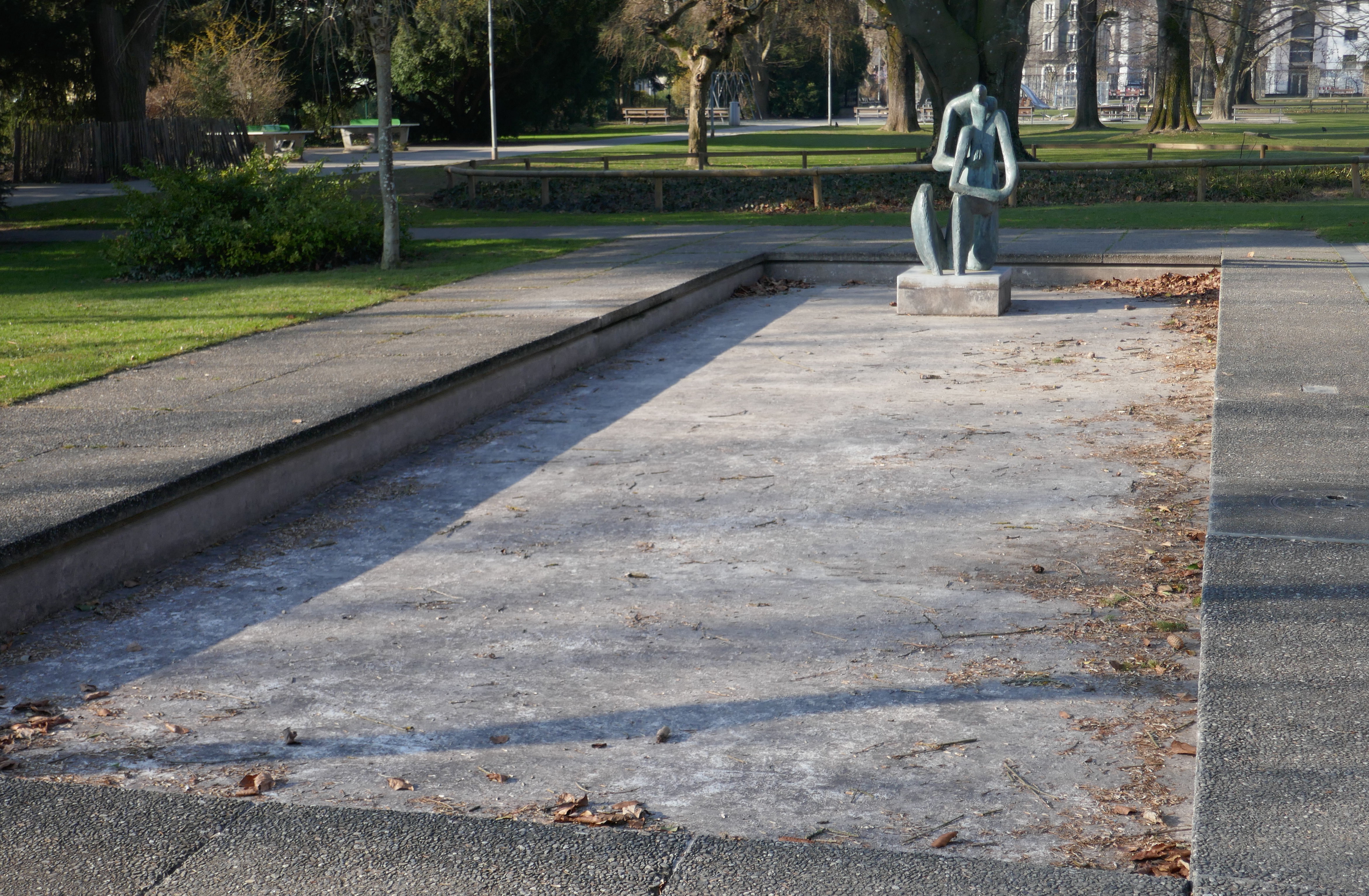
Consolation
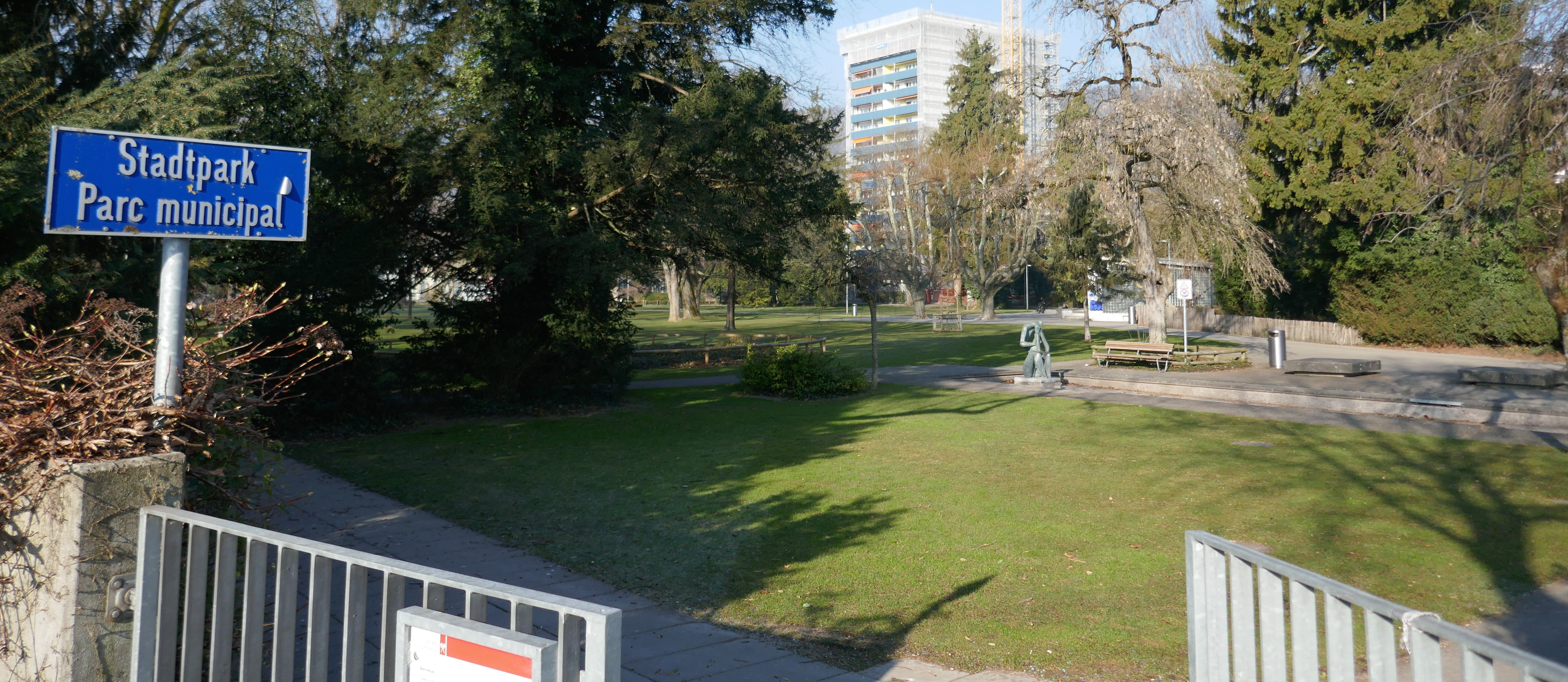
Stadtpark (2022)
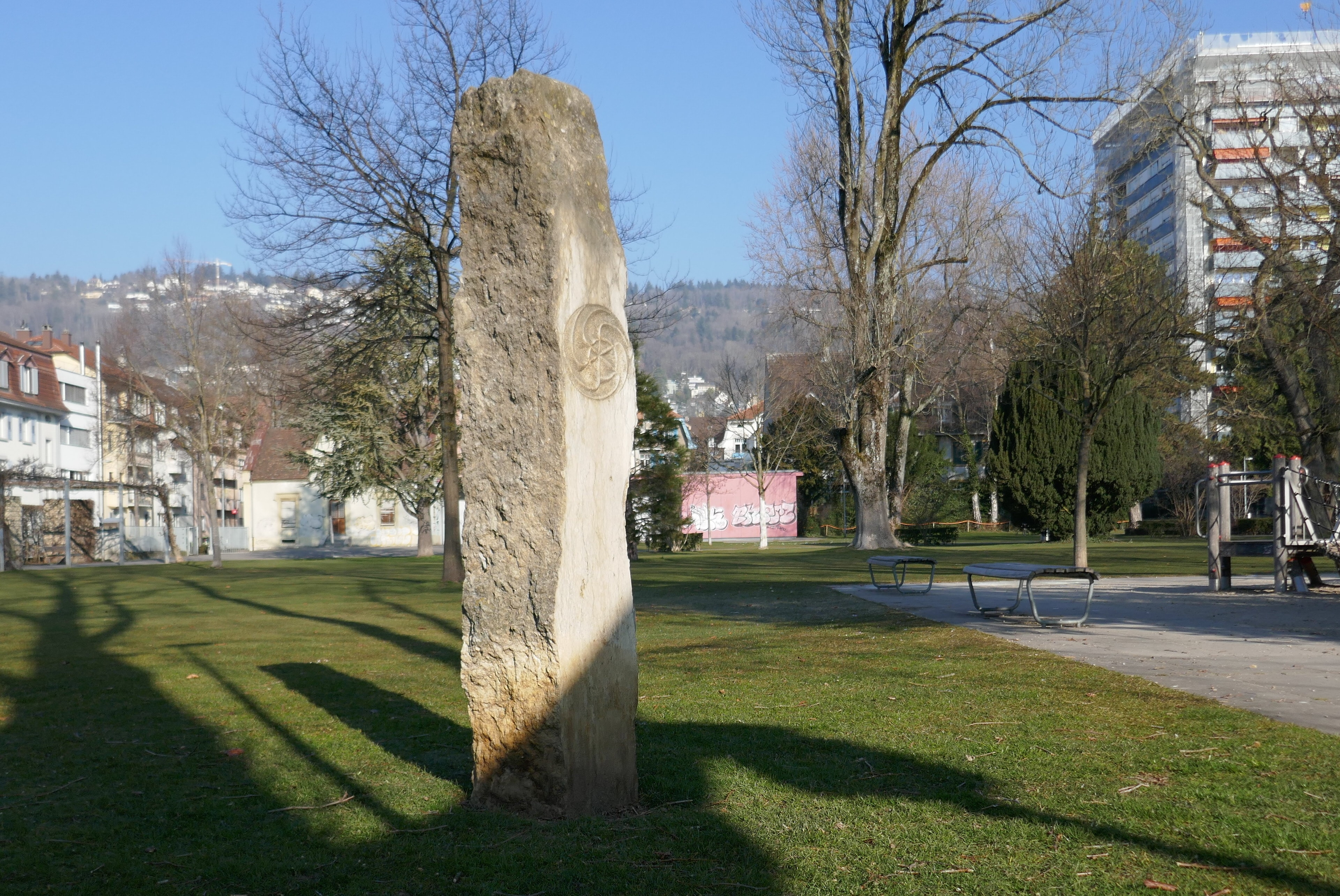
Geomantie-Stele (2022)
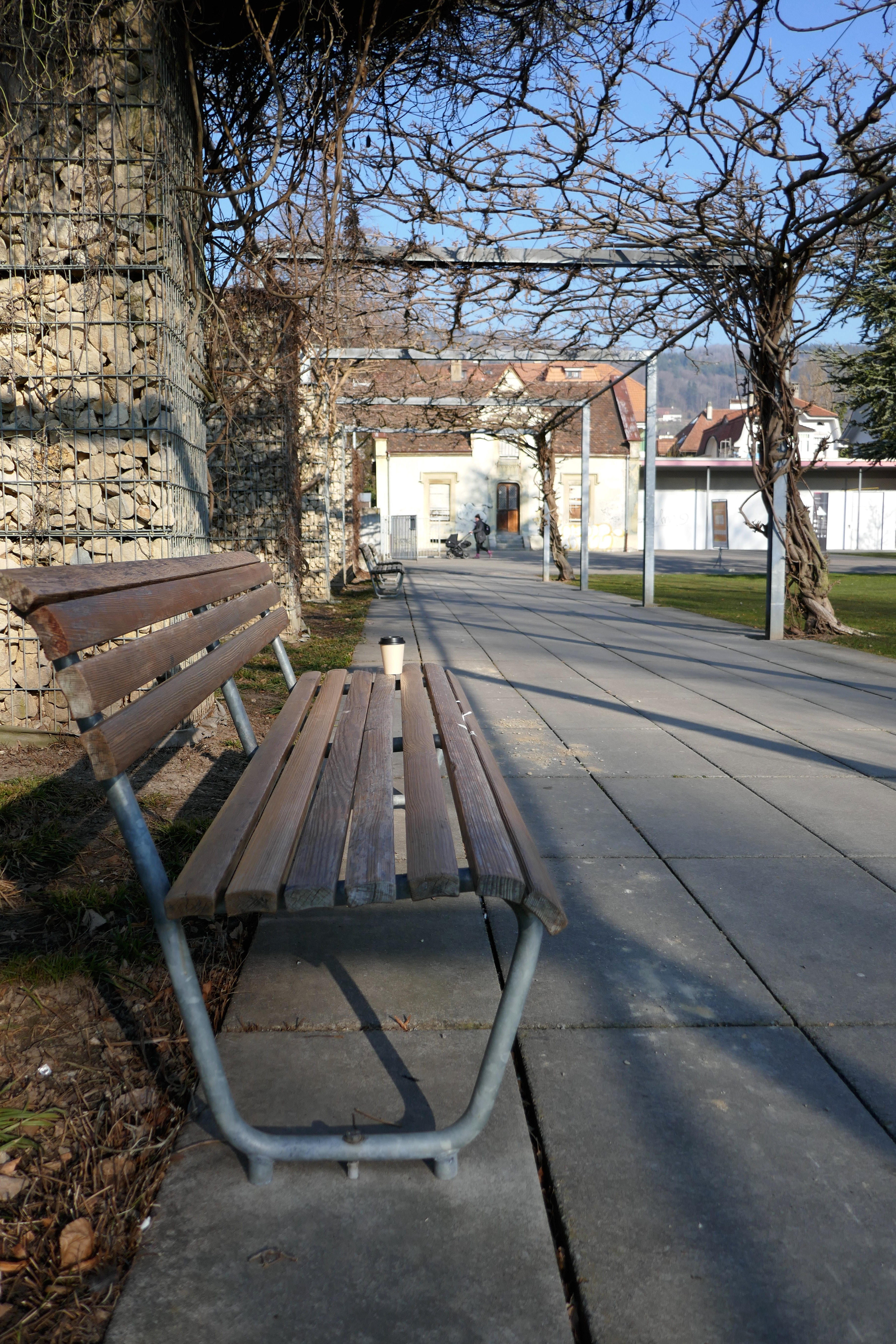
Landi Bank (2022)